# Parafia Wniebowzięcia Najświętszej Maryi Panny w Szymonce
Parafia Wniebowzięcia Najświętszej Maryi Panny w Szymonce – rzymskokatolicka parafia należąca do dekanacie Giżycko – św. Szczepana Męczennika diecezji ełckiej.
Erygowana w 1962. Mieści się pod numerem 43. Duszpasterstwo w niej prowadzą księża Pallotyni (SAC).